# Calliptamus madeirae
Calliptamus madeirae är en insektsart som beskrevs av Boris Petrovich Uvarov 1937. Calliptamus madeirae ingår i släktet Calliptamus och familjen gräshoppor. Inga underarter finns listade i Catalogue of Life.